# Снежана Георгиеска-Зекирия
Снежана Георгиеска-Зекирия (на македонска литературна норма: Снежана Ѓорѓиеска-Зекирија) е съдийка от Северна Македония.

## Биография
Родена е на 6 януари 1960 година в Прилеп. Завършва право в Юридическия факултет на Скопския университет на 23 декември 1985 година. От 27 май 1986 година работи като юрист в Управлението за обществени приходи в Скопие, а от 6 юли 1987 година е стажантка в Окръжния стопански съд в Скопие. След полагане на правосъден изпит на 12 декември 1989 година, работи като сътрудник в Окръжния стопански съд в Скопие. След това е избрана за съдия в Основния съд Скопие I на 27 юни 1996 година. От юли 2007 година работи като съдия в Основен съд Скопие II. На 17 февруари 2010 година е избрана в Апелационния съд. Преподава търговско право в Академията за съдии и прокурори. На 25 декември 2012 година Съдебният съвет я избира за съдийка във Върховния съд на Република Македония.